# Distrito Nacional Alemán de Azovo
El Distrito Nacional Alemán de Azovo (en ruso: Азо́вский неме́цкий национа́льный райо́н, en alemán: Deutsche Nationalrajon Asowo) es una unidad territorial administrativa y un municipio (distrito municipal) en el sur del óblast de Omsk en Rusia.
El centro administrativo es el pueblo de Azovo.

## Geografía
El Distrito Nacional Alemán de Azovo se sitúa al suroeste de la ciudad de Omsk, en el óblast de Omsk, Siberia Occidental. Con una superficie de aproximadamente 1400km², es el distrito más pequeño dee la región. El relieve del territorio es predominante llano, característico de la llanura de Siberia Occidental, y está compuesto por suelos fértiles de tipo chernozem, altamente adecuados para la agricultura.
El distrito goza de un clima continental, con inviernos largos y fríos, donde las temperaturas pueden descender por debajo de los −30 °C, y veranos breves pero cálidos, con temperaturas que pueden superar los 25 °C. La hidrografía incluye varios pequeños cursos de agua que forman parte de la cuenca del río Irtysh, esenciales para las actividades agropecuarias locales.

## Historia
El 13 de octubre de 1991 se realizó un referéndum en el que participó el 71% de los habitantes del futuro distrito, de los cuales el 82,7% apoyó la creación del Distrito Nacional Alemán de Azovo. Sobre la base de esta decisión, el 18 de diciembre de 1991, la sesión del Consejo Regional de Diputados del Pueblo de Omsk decidió formar este distrito nacional.
El distrito se formó el 17 de febrero de 1992 a partir de 7 consejos de aldea de 5 distritos adyacentes de la región (Omsk, Marianovski, Tavrícheski, Sherbakulski, Odesa).
El distrito incluía 29 asentamientos, en 16 de los cuales los alemanes eran la mayoría.
Bruno Genrichowitsch Reiter, doctor en ciencias biológicas, quien fue el iniciador de la creación del distrito, se convirtió en el jefe de la administración del distrito, fue reelegido para este cargo en 1996 y 2000.
La formación de este distrito en 1992, junto con el Distrito Nacional Alemán en Altái, fue una salida a la situación que se había desarrollado a principios de la década de 1990. una situación en la que se perdió la oportunidad de restaurar la república en la región del Volga y la emigración de los alemanes de Rusia aumentó cada año. La creación de formaciones nacional-territoriales en lugares donde la población alemana está densamente poblada permitiría concentrar fondos y esfuerzos para una solución concreta y rápida a los problemas de preservación de los alemanes rusos como grupo étnico.
En 1993, los consejos de las aldeas se transformaron en distritos rurales.
En 2004, los asentamientos rurales se transformaron en distritos rurales. Desde el distrito rural de Zvonarevkutski, a Gaufski se le asignó como capital al pueblo de Gauf.
En 2007 se aprobó el primer escudo de armas del distrito, que incluye las banderas de Rusia y Alemania.
El 1 de enero de 2009, había 8 distritos rurales, 28 asentamientos rurales en la región.
El 14 de marzo de 2010, Víktor Guermanóvich Sabelfeld ganó las elecciones para el puesto de jefe de la administración del Distrito Nacional Alemán de Azovo.
Con base en los resultados de la competencia para la selección de candidatos para el cargo de Jefe del Distrito Municipal Nacional Alemán de Azovo de la Región de Omsk, el Consejo del Distrito Municipal Nacional Alemán de Azovo de la Región de Omsk eligió a Pavel Leonídovich Baguinski como el jefe del Distrito Municipal Nacional Alemán de Azovo de la Región de Omsk, que asumió el cargo el 1 de diciembre de 2015.

## Población

### Composición de género
- Censo de 2002: Según el censo de toda Rusia de 2002, 22.346 personas vivían en la región en áreas rurales (10.765 hombres y 11.581 mujeres).[10]
- Censo de 2010: Según el censo de población de toda Rusia de 2010 en la región, el 47,7% son hombres y el 52,3% son mujeres.

Estos datos están disponibles en el sitio web oficial del Servicio Federal de Estadísticas del Estado de Rusia (Rosstat):

### Composición étnica
El 1 de julio de 1992, la población era de 19 400 personas, de las cuales eran: alemanes - 11 600 (alrededor del 60%), rusos - 4 700, kazajos - 1 500, ucranianos - 1 300.
Según el censo de población de toda Rusia del 9 de octubre de 2002, la proporción de la población alemana en la región era del 29,3% (alrededor de 7.000 personas).
Según el censo de población de Rusia de 2010
| Nacionalidad | Población, pers. | proporción de la población |
| ------------ | ---------------- | -------------------------- |
| Armenios     | 125              | 0,55                       |
| Bielorrusos  | 197              | 0.86                       |
| Kazajos      | 1803             | 7.86                       |
| Alemanes     | 4512             | 19.68                      |
| Polacos      | 160              | 0.70                       |
| Rusos        | 13993            | 61.04                      |
| Tártaros     | 303              | 1.32                       |
| Ucranianos   | 1159             | 5.06                       |
| Otros        | 673              | 2.94                       |
| Total        | 22925            | 100.00                     |

## Economía
La base económica de la región está compuesta por 8 sociedades anónimas dedicadas a la agricultura diversificada. De las empresas industriales de la región, las más grandes son dos granjas avícolas (en el pueblo de Azovo y Gauf Khutor), empresa constructora ICHP "Bot", empresa de reparación de automóviles LLP "Motor-Plus". La administración regional da prioridad en el desarrollo de la industria, en primer lugar, a la creación de la infraestructura de la región: la construcción de carreteras asfaltadas entre los pueblos de la región, el conducto de agua del río Irtish, la construcción de instalaciones de tratamiento, sistemas de drenaje, etc.
En los primeros años de existencia del distrito, el Gobierno Federal de Alemania brindó asistencia financiera activa en el desarrollo del distrito a través del KfW. Para administrar las finanzas provenientes de Rusia y Alemania para la región, se estableció en 1993 el Fondo de Desarrollo Socioeconómico de Azovo. Además de financiar instalaciones industriales en la región, otro objetivo principal del Fondo era financiar la construcción de edificios residenciales para inmigrantes y préstamos a desarrolladores privados.

## Cultura
Se presta mucha atención en la región al renacimiento y desarrollo del idioma alemán como lengua materna. En el momento de la creación del distrito, el alemán como lengua materna se enseñaba solo en 2 escuelas. Actualmente, se estudia en los 12 jardines de infancia, en 19 de las 27 escuelas del distrito (en 13 secundarias, 3 de 5 básicas, 3 de 9 primarias). Sobre la base de la escuela secundaria Tsvetnopolskaya, una plataforma experimental está operando sobre el problema de "Desarrollar el principio del bilingüismo en las condiciones del Distrito Nacional Alemán", un equipo de autores de maestros de la región preparó libros de texto sobre el idioma nativo alemán. de los grados 1 a 9. En dos escuelas, el idioma kazajo se estudia como lengua materna.
Desde junio de 1992 se publica el semanario Ihre Zeitung, con una tirada de 2000 ejemplares. De las 8 páginas, 2 se imprimen regularmente en alemán.
El área participa activamente en el renacimiento y desarrollo de la cultura popular alemana. El festival de la cultura alemana Phönix ("Fénix"), el festival infantil Nachtigall ("Ruiseñor") se llevan a cabo regularmente.
Actuación: el coro de veteranos del trabajo y el conjunto Monika de Azovo, grupos folclóricos Heimatland ("Patria") y Maiglöckchen ("Lirio de los valles") de Aleksandrovka, grupo de danza folclórica y coro folclórico de canción rusa de Gauf Khutor, grupo folclórico del distrito Nelke ("Clavel") de Zvonariov Kut, así como el coro folclórico de canciones rusas de Prishib.

## Religión
El Distrito Nacional Alemán de Azovo alberga una variedad de confesiones religiosas que reflejan su composición étnica y cultural.
- Iglesia Ortodoxa Rusa: La mayoría de la población rusa en el distrito profesa la fe ortodoxa. La Catedral de la Asunción de la Santísima Virgen María en Omsk es un destacado ejemplo de la arquitectura religiosa ortodoxa en la región.
- Iglesia Católica Romana: Existen comunidades católicas que atienden a los fieles de esta confesión. Aunque no se dispone de una fuente específica sobre parroquias católicas en Azovo, la presencia de católicos en la región está documentada en estudios sobre la composición religiosa de la provincia de Omsk.[15]
- Iglesia Evangélica Luterana: La comunidad alemana mantiene activa su tradición luterana. La Iglesia Evangélica Luterana en Rusia, Ucrania, Kazajistán y Asia Central (ELCROS) agrupa a las congregaciones luteranas de la región, incluyendo las del distrito de Azovo.[16]

## Monumentos
El Distrito Nacional Alemán de Azovo cuenta con varios monumentos que conmemoran su historia local y nacional. El más destacado es el Monumento a los compatriotas que murieron durante la Gran Guerra Patria de 1941-1945, erigido en 1967 en el pueblo de Azovo. Esta obra homenajea a los soldados y civiles del distrito que perdieron la vida durante la Segunda Guerra Mundial, conocida en Rusia como la Gran Guerra Patria.
Además, en otras localidades del distrito se han instalado placas y pequeños memoriales dedicados a la memoria de las víctimas de conflictos bélicos y a personalidades locales destacadas en el ámbito cultural y educativo. Estos monumentos forman parte de las iniciativas de preservación de la memoria histórica promovidas tanto por la administración local como por las comunidades de descendientes de alemanes del Volga.